# 楠藤吉左衛門
楠藤 吉左衛門（なんとう きちざえもん、1652年（承応元年） - 1724年（享保9年））は、阿波国名東郡島田村出身の地主で肝煎。子は楠藤善平、孫は楠藤繁左衛門。末裔にはギタリスト・川竹道夫がいる。

## 生涯
地主で庄屋であった吉左衛門は、島田村・蔵本村・庄村3か村の新田開発を図るため、私財を投げ打ち元禄5年（1652年）に用水路開削に着手した。1699年（元禄12年）に吉左衛門が古い鮎喰川の支流の一つの伏流水を掘り当て、袋井用水を完成された。
奉行は楠藤吉左衛門の功を賞し、褒美米30俵を与えたが辞退し、享保5年（1720年）に阿波国分寺（徳島市国府町矢野）に結願奉納碑を建立した。
大正8年（1919年）、従五位を追贈された。袋井用水の水源地には功績を称え「楠藤翁頌徳之碑」が建てられている。